# Esther Miñana i Fatjó
Esther Miñana i Fatjó (Sabadell, 20 d'agost de 1944) és una poetessa i pintora catalana. L'any 1971 va fer  la seva primera exposició a l’Acadèmia de Belles Arts de Sabadell i després en va fer a Barcelona, Manlleu, Vic, Olot i Madrid. La seva obra treballa la figura femenina i la maternitat. També va ser locutora de Ràdio Joventut de Sabadell i va fer de model. Personalment ha estat secretària de l'Associació Gitana de Sabadell i de la Lliga Protectora d'Animals i Plantes de Sabadell. Ha publicat un recull de poemes seus titulat Poemes d'amor i de mort (Fundació Amics de les Arts i de les Lletres de Sabadell, 1990).